# Elephantomyia (ondergeslacht)
Elephantomyia is een ondergeslacht van het geslacht van insecten Elephantomyia binnen de familie steltmuggen (Limoniidae).

## Soorten
Deze lijst van 94 stuks is mogelijk niet compleet.
- E. (Elephantomyia) adirondacensis (Alexander, 1943)
- E. (Elephantomyia) alticola (Alexander, 1925)
- E. (Elephantomyia) angustissima (Alexander, 1931)
- E. (Elephantomyia) arcuaria (Alexander, 1945)
- E. (Elephantomyia) argentipleura (Alexander, 1970)
- E. (Elephantomyia) atropleura (Alexander, 1955)
- E. (Elephantomyia) aurantiaca (Alexander, 1917)
- E. (Elephantomyia) banksi (Alexander, 1927)
- E. (Elephantomyia) barda (Alexander, 1955)
- E. (Elephantomyia) boliviensis (Alexander, 1930)
- E. (Elephantomyia) brunneipennis (Alexander, 1938)
- E. (Elephantomyia) carbo (Alexander, 1938)
- E. (Elephantomyia) ceratocheiloides (Alexander, 1930)
- E. (Elephantomyia) cinctiventris (Alexander, 1967)
- E. (Elephantomyia) clitellaria (Alexander, 1929)
- E. (Elephantomyia) corniculata (Ribeiro and Souza Amorim, 2002)
- E. (Elephantomyia) curtirostris (Alexander, 1947)
- E. (Elephantomyia) chionopoda (Alexander, 1943)
- E. (Elephantomyia) chiriquiana (Alexander, 1945)
- E. (Elephantomyia) decincta (Alexander, 1962)
- E. (Elephantomyia) dietziana (Alexander, 1930)
- E. (Elephantomyia) dikopos (Alexander, 1974)
- E. (Elephantomyia) distinctior (Alexander, 1952)
- E. (Elephantomyia) edwardsi (Lackschewitz, 1932)
- E. (Elephantomyia) filiform (Walker, 1865)
- E. (Elephantomyia) flaveola (Pierre, 1924)
- E. (Elephantomyia) flavicolor (Alexander, 1958)
- E. (Elephantomyia) fumipes (Alexander, 1928)
- E. (Elephantomyia) fuscodorsata (Alexander, 1955)
- E. (Elephantomyia) garrigouana (Alexander, 1951)
- E. (Elephantomyia) glabrata (Alexander, 1956)
- E. (Elephantomyia) grahami (Alexander, 1957)
- E. (Elephantomyia) hargreavesi (Alexander, 1930)
- E. (Elephantomyia) hokkaidensis (Alexander, 1924)
- E. (Elephantomyia) hoogstraaliana (Alexander, 1951)
- E. (Elephantomyia) humilis (Alexander, 1931)
- E. (Elephantomyia) inaequistyla (Alexander, 1974)
- E. (Elephantomyia) insolita (Alexander, 1940)
- E. (Elephantomyia) insularis (Edwards, 1912)
- E. (Elephantomyia) inulta (Alexander, 1938)
- E. (Elephantomyia) isakana (Alexander, 1955)
- E. (Elephantomyia) juquiensis (Alexander, 1945)
- E. (Elephantomyia) krivosheinae (Savchenko, 1976)
- E. (Elephantomyia) laetifica (Alexander, 1960)
- E. (Elephantomyia) laticincta (Alexander, 1970)
- E. (Elephantomyia) luculenta (Alexander, 1928)
- E. (Elephantomyia) luteiannulata (Alexander, 1939)
- E. (Elephantomyia) luteipennis (Alexander, 1934)
- E. (Elephantomyia) maculistigma (Enderlein, 1912)
- E. (Elephantomyia) meridionalis (Alexander, 1913)

- E. (Elephantomyia) montana (Alexander, 1934)
- E. (Elephantomyia) mossambica (Alexander, 1960)
- E. (Elephantomyia) multisignata (Alexander, 1965)
- E. (Elephantomyia) multizona (Alexander, 1971)
- E. (Elephantomyia) neavei (Alexander, 1920)
- E. (Elephantomyia) niphopoda (Alexander, 1971)
- E. (Elephantomyia) nitidithorax (Alexander, 1920)
- E. (Elephantomyia) niveipes (Alexander, 1964)
- E. (Elephantomyia) orthorhabda (Alexander, 1971)
- E. (Elephantomyia) ovalistigma (Alexander, 1956)
- E. (Elephantomyia) palmata (Alexander, 1947)
- E. (Elephantomyia) panamensis (Oosterbroek, 2009)
- E. (Elephantomyia) pauliani (Alexander, 1959)
- E. (Elephantomyia) pendleburyi (Edwards, 1928)
- E. (Elephantomyia) pertenuis (Alexander, 1970)
- E. (Elephantomyia) pictithorax (Alexander, 1930)
- E. (Elephantomyia) pictivena (Alexander, 1961)
- E. (Elephantomyia) pictiventris (Alexander, 1946)
- E. (Elephantomyia) pleurolineata (Alexander, 1956)
- E. (Elephantomyia) primitiva (Alexander, 1943)
- E. (Elephantomyia) primogenia (Alexander, 1948)
- E. (Elephantomyia) pringlei (Alexander, 1958)
- E. (Elephantomyia) pseudosimilis (Alexander, 1921)
- E. (Elephantomyia) satura (Alexander, 1956)
- E. (Elephantomyia) scimitar (Alexander, 1971)
- E. (Elephantomyia) schwetzi (Alexander, 1930)
- E. (Elephantomyia) serotina (Alexander, 1930)
- E. (Elephantomyia) serrulifera (Alexander, 1949)
- E. (Elephantomyia) setosa (Alexander, 1956)
- E. (Elephantomyia) setulistyla (Alexander, 1938)
- E. (Elephantomyia) sordidipes (Alexander, 1962)
- E. (Elephantomyia) subhumilis (Alexander, 1938)
- E. (Elephantomyia) subterminalis (Alexander, 1954)
- E. (Elephantomyia) takachihoi (Ito, 1948)
- E. (Elephantomyia) tarsalba (Alexander, 1929)
- E. (Elephantomyia) tenuissima (Alexander, 1944)
- E. (Elephantomyia) tetracantha (Alexander, 1954)
- E. (Elephantomyia) tigriventris (Alexander, 1942)
- E. (Elephantomyia) tomicola (Alexander, 1957)
- E. (Elephantomyia) unicincta (Alexander, 1962)
- E. (Elephantomyia) vesca (Ribeiro and Souza Amorim, 2002)
- E. (Elephantomyia) wahlbergi (Bergroth, 1888)
- E. (Elephantomyia) westwoodi (Osten Sacken, 1869)
- E. (Elephantomyia) zonata (Savchenko, 1976)